# 나가라촌 (지바현)
나가라촌(長柄村)은 지바현 조세이군에 일찍이 존재했던 촌이다. 현재의 나가라정 북부에 해당한다.

## 역사
- 1889년 4월 1일 - 정촌제 시행에 의해 가미하부군 가미나가라촌이 성립하였다.
- 1897년
  - 4월 1일 - 나가사군, 가미하부군과 합병해 조세이군이 되었다.
  - 6월 4일 - 나가라촌으로 개칭되었다.
- 1955년 4월 29일 - 히요시촌, 미즈카미촌과 합병해 나가라정이 신설되어, 동일 나가라촌은 폐지되었다.

## 교통

### 도로
- 모바라 가도